# Csupasztorkú tigrisgém
A csupasztorkú tigrisgém (Tigrisoma mexicanum) a madarak (Aves) osztályának a gödényalakúak (Pelecaniformes) rendjébe, ezen belül a gémfélék (Ardeidae) családjába és a tigrisgémformák (Tigrisomatinae) alcsaládjába tartozó faj.

## Előfordulása
Mexikó, Panama, Belize, Costa Rica, Salvador, Guatemala, Honduras, Nicaragua és Északnyugat-Kolumbiában él.

## Megjelenése
Testhossza 80 centiméter, testtömege 1200 gramm. Tollazata sötét színű, világosabb csíkokkal, innen kapta a tigrisgém nevét.
|  |  |

## Életmódja
Éles, hegyes csőrével halakra vadászik.